# Schizolobium
Schizolobium é um género botânico pertencente à família Fabaceae.
É composto de apenas uma espécie aceita, o guapuruvu (Schizolobium parahyba (Vell.) S.F. Blake).

## Espécies
- Schizolobium amazonicum
- Schizolobium parahyba (Vell.) S.F. Blake, 1919